# Ignaz Paprion
Ignaz Matthias Paprion (* 14. Februar 1752 in Sillian, Osttirol; † 11. August 1812 ebenda) war ein österreichischer Historiker, Heimatfreund und Seelsorger.

## Leben und Wirken
Paprion widmete sich dem Priesterstand und wurde im September 1774 zum Priester geweiht. 1786 wurde Paprion Kurat in Winnebach und war mehrere Jahre als Hilfspriester und Schulleiter in seiner Heimatgemeinde Sillian tätig. Durch kaiserliche Verleihung erhielt er 1798 ein Kanonikat in Innichen und wurde Chorherr des dortigen Kollegiatstiftes. Nachdem er am 21. Dezember 1801 Pfarrer von Toblach wurde, kehrte er fünf Jahre später wieder nach Sillian zurück, wo er als Pfarrer bis an sein Lebensende tätig war.
Am 10. April 1809 empfing er den schwer erkrankten Intendanten Joseph von Hormayr. Dieser rief in zahlreichen Ansprachen die Tiroler Bevölkerung zum Aufstand gegen Napoleon auf. Paprion brachte ihn im Pfarrhof unter und kümmerte sich um ihn. Für diese Hilfe zeigte sich Hormayr erkenntlich, indem er ihn am 7. August desselben Jahres zum Mitglied der Pustertaler Schutzdeputation ernannte. Damit war er für die Aufstellung und Aufrüstung der beiden Sillianer Schützenkompanien verantwortlich.
Im September 1809 überschritt der Oberkommandeur im Pustertal seine Vollmachten. Paprion beantragte daher dessen Absetzung, die schließlich durch Andreas Hofer erfolgte. Nach Ende des fünften Koalitionskrieges schlug ihn Hormayr bei Kaiser Franz I. für die Verleihung des "Ehrenkreuzes für Geistliche" vor. Da Tirol daraufhin von Bayern besetzt wurde, blieb ihm diese Auszeichnung verwehrt.
Am 4. Januar 1810 wurde Josef Achammer, der Hauptmann der zweiten Sillianer Schützenkompanie, mit zwei weiteren Kampfgefährten von den Franzosen zum Tode verurteilt. Paprion begleitete die drei Verurteilten zu ihrer Richtstätte, konnte aber die Zurschaustellung von Achammers Leichnam nicht verhindern.
Schon in seiner Jugend beschäftigte sich Paprion mit dem Studium der Geschichte. Besonderes Augenmerk legte er dabei auf die Geschichte des östlichen Pustertals. Er sammelte hunderte Urkunden und fasste sie chronologisch in mehreren Heften zusammen.  1806 schloss er ein ausführliches handschriftliches Repertorium diplomatum et litterarum collectum ab, das die Urkunden- und Aktenbestände des Stiftsarchivs Innichen nach 85 Laden erschloss und detailliert verzeichnete. Über Veröffentlichungen ist nichts bekannt, nur dass er aus Zorn einen Großteil seiner Schriften im Feuer vernichtete. Teile seiner Arbeiten befinden sich im Tiroler Landesmuseum Ferdinandeum. Als wertvollste Arbeit gilt die über die Burg Heinfels, in dem die Grafen von Görz vorübergehend residierten.
Paprion war der Erste, der den Namen „Pustertal“ vom slawischen Wort „pust“ (öde, unfruchtbar) herleitete. Dieser Ansicht schlossen sich später bedeutende Historiker wie beispielsweise Josef von Hormayr an. Paprions Interesse belief sich nicht nur rein auf Altertumsforschung, er sammelte auch Adelsdiplome und Genealogien. Er wurde mehrfach von Franz Anton Sinnacher, Josef von Hormayr, Beda Weber und Georg Tinkhauser in deren Werken zitiert.

## Wissenswertes
Einer seiner Vorfahren war der Gastwirt und fromme Altötting- und Jerusalem-Pilger Georg Paprion aus der Hofmark Innichen. Dieser gilt als Stifter der bekannten Hl.-Grab-Kapelle in Innichen samt Altöttinger Kapelle aus dem Jahr 1653.